# Лядов Костянтин Миколайович
Костянтин Миколайович Лядов (рос. Константин Николаевич Лядов; 18 травня 1820 ― 7 грудня 1871) ― російський диригент, композитор і скрипаль. Батько А. К. Лядова.

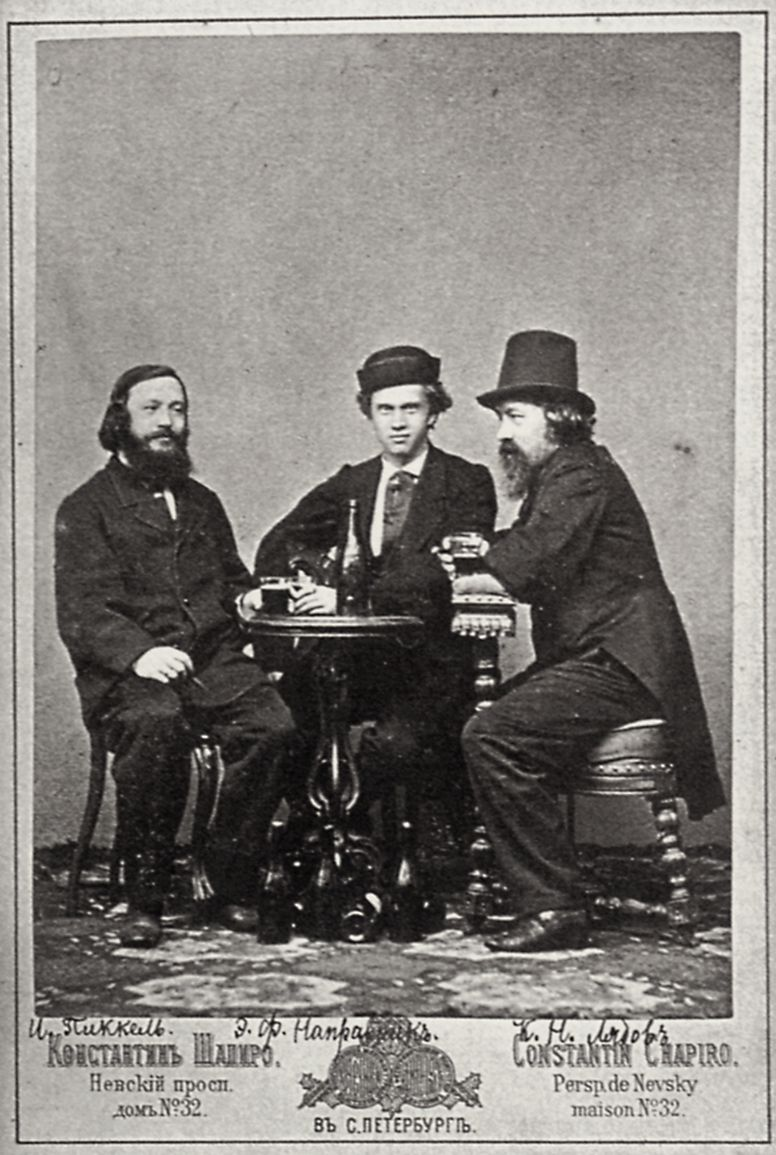
І. Х. Піккель, Е. Ф. Направник і К. М. Лядов (приблизно 1860)

Народився 6 (18) травня 1820 (дата його народження 28 квітня, вказана на памятнику в Олександро-Невській лаврі та в літературі - помилкова) — син капельмейстера Петербурзького філармонічного товариства Миколи Григоровича Лядова (1777-1831); 8 травня був охрещений у Покровській Коломенській церкві
У 1860—1868 роках був головним диригентом Імператорської опери, під його орудою були поставлені прем'єри опер «Русалка» О. С. Даргомижського, «Юдита» ((рос.)«Юдіфь») та «Рогнеда» О. М. Сєрова та ряд інших.
З 1862 року викладав у Петербурзькій консерваторії.
Був похован на Смоленському православному кладовище. У 1930-х роках поховання було перенесено до Некрополя майстрів мистецтв Олександро-Невської лаври в Санкт-Петербурзі.